# Manx2
Manx2 war eine virtuelle Pendlerfluggesellschaft mit Hauptsitz  im Hangar 9 des Isle of Man Airport in Ballasalla, Malew, Isle of Man. Es verkaufte Flüge und Dienstleistungen von mehreren Flughäfen im Vereinigten Königreich mit Stützpunkten in Belfast City, Blackpool, Cardiff und der Isle of Man. Die Flüge wurden für Manx2 von einer Reihe von Fluggesellschaften durchgeführt, darunter Van Air Europe, FLM Aviation und Links Air. Im Dezember 2012 wurden die Vermögenswerte von Manx2 an Citywing verkauft und der letzte Flug von Manx2 fand am 31. Dezember 2012 statt.

## Geschichte
Manx2 wurde am 11. Mai 2006 gestartet, der Betrieb begann am 15. Juli. Vorsitzender war Noel Hayes. Manx2 wurde von demselben Team gegründet, das auch die Fluggesellschaft Blue Islands aufgebaut hatte, die die Kanalinseln bedient.
Am 11. Juli 2006 erhielt Manx2 sein erstes Charterflugzeug, eine Let L-410 Turbolet in den neuen Unternehmensfarben von Manx2. Das Flugzeug wurde zunächst von BASe Air Kft (Budapest Air Services) unter dem Rufzeichen „Base“ und dem Flugcode „BPS“ betrieben. Die ersten drei von Manx2 angekündigten Routen führten von der Isle of Man nach Belfast International und Blackpool am 15. Juli, gefolgt von Leeds Bradford am 12. August 2006. Im September 2006 nahm Manx2 die BAe Jetstream 31 in seine Flotte auf. Das Flugzeug wird von Jetstream Executive Travel betrieben. Anfangs wurde der Flotte nur eine Jetstream 31 hinzugefügt, um die Verbindung von der Isle of Man nach Leeds Bradford zu bedienen.
Manx2 nahm für eine gewisse Zeit einen Fairchild Metroliner von Flightline BCN in seine Flotte auf und erweiterte sein Streckennetz um Belfast City. Die Strecken nach Belfast City und Blackpool wurden von zwei 19-sitzigen Turboprop-Flugzeugen vom Typ Let L-410 des europäischen Betreibers VanAir Europe geflogen.
Am 3. September 2007 startete Manx2 einen neuen Dienst, der den Stützpunkt von Manx2 auf der Isle of Man mit dem Flughafen Gloucestershire in Staverton zwischen Gloucester und Cheltenham verbindet, der nur eine Stunde von Großstädten wie Birmingham und Bristol entfernt ist. Diese Route sollte mit dem Service von Flybe nach Birmingham konkurrieren. Die Route wurde auch saisonal an Samstagen nach Jersey verlängert.
Im Jahr 2008 nahm Manx2 zwei Flugzeuge vom Typ Dornier 228 in seine Flotte auf und beförderte in diesem Jahr 100.000 Passagiere. 2009 kam eine dritte Do 228 hinzu. 2009 gab Manx2 bekannt, den 250.000sten Passagier befördert zu haben. Außerdem kündigte sie eine Erhöhung der Frequenz auf fünf Flüge täglich auf ihrer Hauptroute ab Blackpool sowie zusätzliche Flüge nach Belfast City an.
Die Hauptroute nach Blackpool wurde später auf zehn Flüge täglich erhöht, nachdem das Unternehmen seinen Kunden 15 Tage kostenloses Parken am Flughafen Blackpool einführte, während die Flüge nach Belfast City die Zahlen der ehemaligen Fluggesellschaft der Insel übertrafen. In Belfast City wurde eine neue Basis mit zusätzlichen Frequenzen zur Isle of Man und nach Cork eingerichtet. Die Strecke Leeds Bradford wurde ebenfalls täglich bedient. Die Gloucestershire-Route wurde jeden Werktag vormittags bedient. Im August 2009 wurde eine neue Route nach Newcastle upon Tyne eröffnet, und im Mai 2010 schrieb das Unternehmen einen siebenmonatigen Vertrag zur öffentlichen Dienstleistung aus, um die Route Cardiff–Isle of Anglesey für die walisische Regionalregierung zu betreiben. Dieser Vertrag wurde anschließend um weitere vier Jahre verlängert.
Kurz darauf startete Manx2 einen Dienst von Galway nach Belfast und zur Isle of Man, und im September 2010 wurde ein zweimal täglicher Dienst zwischen Belfast und Cork eingeführt. Dieser Dienst wurde im März 2011 nach einem Unfall eingestellt, und Manx2 beendete seinen Leasingvertrag mit Flightline BCN. Manx2 zog sich anschließend aus dem irischen Inlandsmarkt zurück und stellte seinen saisonalen Dienst Belfast–Galway ein. Die Verbindungen zwischen Belfast City und der Isle of Man wurden ausgeweitet und durch Verbindungen nach Gloucester (Staverton) von Belfast City aus wurden Verbindungen aufgenommen. Das Unternehmen betrieb auch saisonale Verbindungen zwischen der Isle of Man und dem Flughafen Anglesey (Valley). Eine Verbindung zum Flughafen London-Oxford wurde angekündigt und ab Mai 2012 an sieben Tagen in der Woche angeboten, was bis Januar 2013 andauerte.
Am 22. November 2012 gab Manx2.com die Übernahme seines Geschäfts durch Citywing Aviation Services Ltd bekannt, ein neues Unternehmen, das von einem Management-Buyout-Team gegründet wurde. Der letzte Flug von Manx2 fand am 31. Dezember 2012 statt. Ab dem 1. Januar 2013 wurden alle Flüge auf Citywing übertragen.

## Flotte

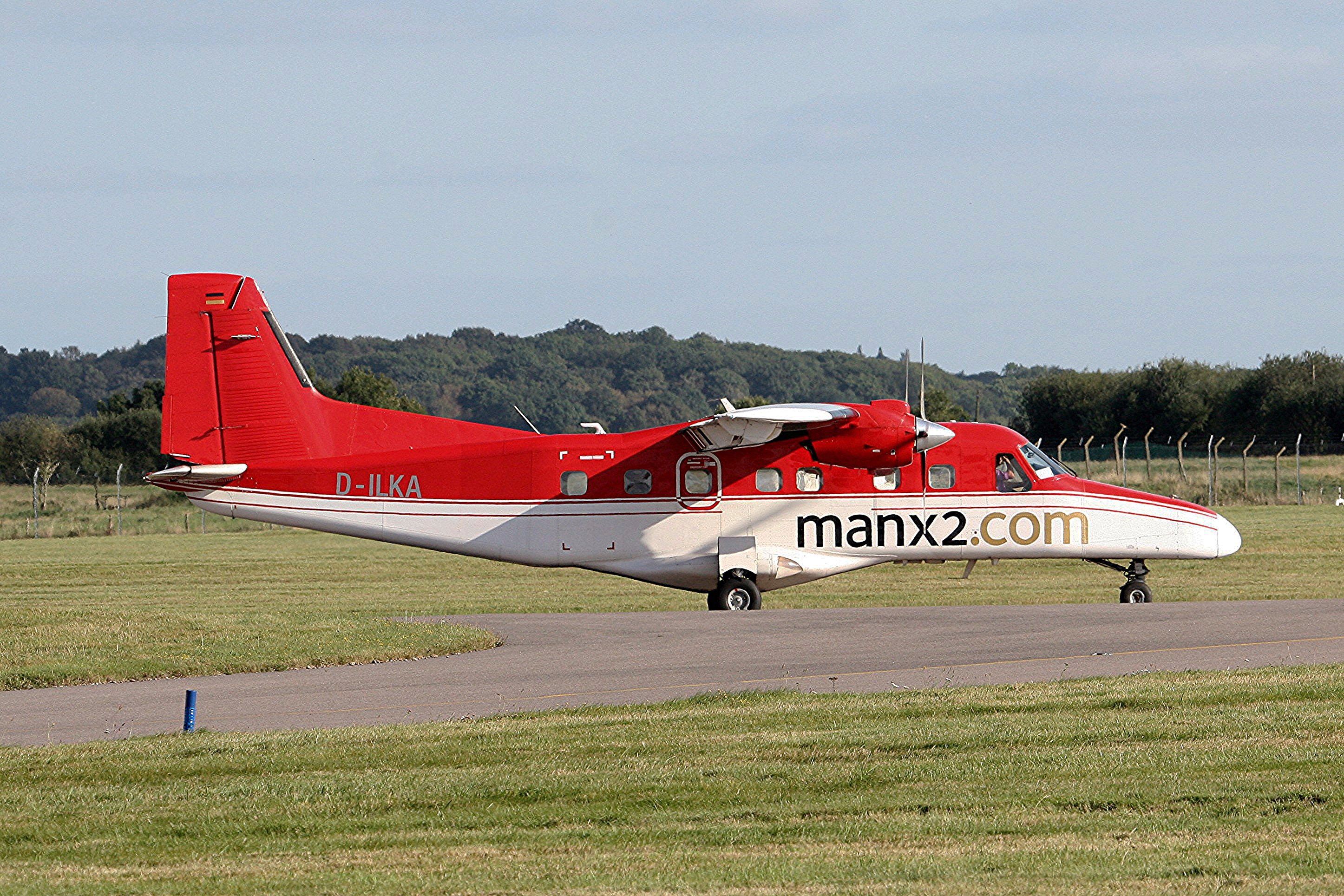
Eine für Manx2 betriebene Dornier 228

Das Manx2-Unternehmen wurde oft als virtuelle Fluggesellschaft bezeichnet. Manx2 besaß keine Flugzeuge direkt, verkaufte jedoch aufgrund ihres Brandings und ihrer Werbung Tickets für Flüge, die in ihrem Namen von anderen Fluggesellschaften durchgeführt wurden, wobei einige davon in der Manx2.com-Bemalung lackiert waren.

## Zwischenfälle
- Am 10. Februar 2011 führte Manx2-Flug 7100, Fairchild SA 227-BC Metro III der spanischen Fluggesellschaft Air Lada und registriertes EC-ITP, im Auftrag von Manx2 einen Linienflug unter dem Luftverkehrsbetreiberzeugnis (AOC) von Flightline S.L. durch. Der Flug NM7100 flog mit zehn Passagieren und zwei Besatzungsmitgliedern von Belfast-City nach Cork. Um 09:50 Uhr, beim dritten Landeversuch am Flughafen Cork bei schlechten Sichtverhältnissen, verlor das Flugzeug die Kontrolle und prallte auf die Landebahn. Das Flugzeug kam kopfüber im weichen Boden rechts der Landebahnoberfläche zum Stehen. In beiden Triebwerken kam es nach dem Aufprall zu Bränden, die von der Flughafenfeuerwehr (AFS) schnell gelöscht wurden. Sechs Personen, darunter beide Piloten, kamen ums Leben. Vier Passagiere wurden schwer und zwei leicht verletzt.
- Am 26. November 2011 platzte bei einer Manx2-Let-L-410 nach einer harten Landung bei stürmischen Winden am Flughafen Blackpool ein Reifen. Das Flugzeug schlitterte über die Landebahn und wäre kurz davor, auf dem Gras zu landen. Das Flugzeug kam schließlich schräg zur Landebahn zum Stehen und alle Passagiere wurden sicher evakuiert.

Am 8. März 2012 verließ die BAe Jetstream 3102 G-CCPW von Links Air, die den Manx2-Flug 302 von Leeds-Bradford nach Ronaldsway durchführte, nach der Landung in Ronaldsway die befestigte Oberfläche der Landebahn. Das Flugzeug wurde erheblich beschädigt, als das Steuerbordfahrwerk zusammenbrach. Unter den zwölf Passagieren und zwei Besatzungsmitgliedern gab es keine Verletzungen.